# Verbraucherzentrale Südtirol
Die Verbraucherzentrale Südtirol (VZS) ist ein gemeinnütziger Verein für die italienische Region Südtirol. Mitglieder sind sechs Verbraucherschutzvereine Südtirols und über 10.200 Einzelmitglieder. Der derzeitige Vorsitzende ist Agostino Accarrino, Geschäftsführerin ist Gunde Bauhofer (Stand: 2023). Die VZS wird durch die Südtiroler Landesverwaltung unterstützt. Im Sinne des Legislativdekretes Nr. 206/2005 (Konsumentenschutzkodex; Codice del consumo) ist sie einer von 18 anerkannten Verbrauchervereinen in Italien und hat damit Verbandsklagebefugnis im Sinne des Konsumentenschutzkodex.

## Ziele
Die Verbraucherzentrale Südtirol ist eine anbieterunabhängige Organisation, die sich zum Ziel gesetzt hat, Verbraucher in Fragen des privaten Konsums zu informieren, zu beraten, aufzuklären und zu unterstützen. Sie schützt und fördert die Rechte der Bürger als Verbraucher und Benutzer von Gütern und Dienstleistungen des individuellen oder gemeinschaftlichen Bedarfs im privaten und öffentlichen Bereich (Art. 2 des Statuts). Sie möchte Transparenz über Produktion, Eigenschaften und Qualität von Waren und Dienstleistungen durchsetzen und Chancengleichheit zwischen Verbrauchern und Anbietern herstellen. Weiterhin versucht die Zentrale, die Verbraucherinteressen zu wahren und nachhaltigen Konsum zu fördern. Dabei macht sich die Verbraucherzentrale zur Aufgabe, Verbraucherinformation, Verbraucherberatung und Verbraucherbildung zu fördern. Sie vertritt Verbraucherinteressen gegenüber Politik und Wirtschaft und koordiniert die verbraucherpolitische Arbeit der Mitgliedsvereine. 

## Zielgruppe
Die Dienste der Verbraucherzentrale stehen für private Konsumenten zur Verfügung. Weiters wird, neben den Mitgliedsvereinen, auch eine Zusammenarbeit mit Schulen, Bildungseinrichtungen und Multiplikatoren angestrebt. Die allgemeine Beratung und Information ist kostenlos. Für persönliche Beratungen ist die Mitgliedschaft notwendig bzw. es wird von den Mitgliedern eine Kostenbeteiligung erhoben. Die VZS hilft bei individuellen Rechtsproblemen im außergerichtlichen Bereich. Ausnahmsweise werden Ausfallhaftungen für Prozesskosten gewährt. Sie kann auch das Verbandsklagerecht ausüben, so wie es vom Konsumentenschutzkodex vorgesehen ist.
Folgende persönliche Beratungen werden geboten:
- Allgemeines Verbraucherrecht
- Finanzdienstleistungen
- Versicherung und Vorsorge
- Strom und Gas
- Telekommunikation
- Kondominiumsangelegenheiten
- Bauen, Wohnen, Energie
- Ernährung
- Reisen
- Beratung bei Steuerproblematiken
- Kritischer/nachhaltiger Konsum

## Grenzüberschreitender Verbraucherschutz
Die VZS ist Mitträgerin des Europäischen Verbraucherzentrums Italien (EVZ) im Rahmen des europäischen Netzwerks ECC-NET, welches von der EU-Kommission geführt wird. Sie unterhält Außenstellen in den wichtigsten Orten Südtirols und betreibt das sogenannte Verbrauchermobil. Sie führt auch die Verbraucherberatungsstelle in der benachbarten Region Trentino.

## Onlineschlichtung
Der Onlineschlichter.it/Conciliareonline.it ist eine neutrale Schlichtungsstelle für rechtliche Streitigkeiten im Bereich des elektronischen Geschäftsverkehrs (E-Commerce). Er ist bei der Verbraucherzentrale Südtirol angesiedelt. Ziel des Online-Schlichters ist es, die außergerichtliche Lösung von Rechtsstreitigkeiten zwischen Verbrauchern und Unternehmen herbeizuführen. Die Gerichte sollen so entlastet und dem Verbraucher eine Möglichkeit geboten werden, Beschwerden im Online-Handel schnell, unbürokratisch und kostenfrei zu lösen. 
Wer hat Zugang zur Onlineschlichtung?
- Verbraucher, die in der Autonomen Provinz Bozen oder in der Autonomen Provinz Trient ihren Wohnsitz haben bzw. ansässig sind
- Verbraucher, die in Europa und Italien ansässig sind, die einen Antrag gegen ein Unternehmen stellen, das seinen Rechtssitz in der Autonomen Provinz Bozen oder in der Autonomen Provinz Trient hat

Das Einleiten der Prozedur unterbricht im Sinne des Art. 141 quinquies des Verbraucherschutzkodex die Fristen des Rechtswegs. Nach Abschluss der Schlichtungsprozedur beginnen die Fristen wieder zu laufen.
Der Onlineschlichter.it/Conciliareonline.it steht in deutscher, italienischer und englischer Sprache zur Verfügung.

## Infoconsum
Infoconsum ist die Informations- und Dokumentationsstelle zur Verbraucherbildung der VZS. Die behandelten Themen gehören dem Bereich Konsum und Wirtschaft an und betreffen die Schwerpunkte:
- Verbraucher und Verbraucherschutz allgemein
- Handy
- Werbung, Bekleidung und Markentreue
- Internet-Sicherheit und Medienkompetenz

Für Lehrpersonen besteht die Möglichkeit, einzelne Themen zu vertiefen (z. B. Sparen, Versicherung, Ernährung, öffentliche Dienste, Energiesparen, Baubiologie), wobei auch auf die Berater der VZS zurückgegriffen wird. 